# Université Trisakti
L’université Trisakti (encore appelée Usakti) est une université privée située dans l'Ouest de Jakarta, en Indonésie. Cette université a été fondée le 29 novembre 1965. Dans la seconde moitié du XXe siècle, l'université édifiée en ce lieu a été un endroit emblématique durant des épisodes violents de l'histoire politique indonésienne, notamment en 1965 et en 1998.

## Histoire

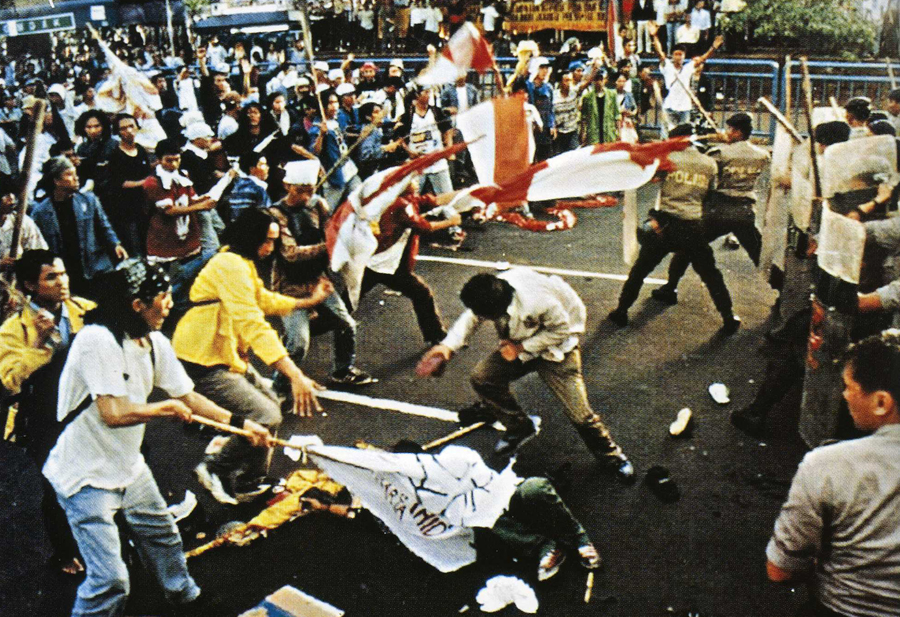
Émeutes de Jakarta de mai 1998 : affrontements entre les étudiants de l'université Trisakti et la police

En 1958, l'université Baperki puis Res Publica est fondée à Jakarta en 1960, parrainée par le groupe Baperki (Badan Permusjawaratan Kewarganegaraan Indonésia), une organisation de citoyens indonésiens regroupant essentiellement des personnes d'origine chinoise. Cette université est créée en réponse à des quotas ethniques sur les inscriptions en université dans les années 1950. Le nom Res Publica est issu d'un discours présidentiel prononcé par le président Soekarno, et signifie « le bien public ». La minorité chinoise en Indonésie regroupe environ trois millions de personnes. La moitié d'entre eux sont des citoyens indonésiens, les autres sont des migrants pouvant éventuellement avoir encore la citoyenneté de la République populaire de Chine ou de Taiwan (la République nationaliste de Chine). Une partie significative de la classe moyenne en Indonésie, notamment dans le commerce, et les professions libérales, est d'origine chinoise. En période de crise (par exemple en 1945, 1948, 1959-1960, et 1963), cette minorité chinoise, de culture et de religion différentes, est souvent enviée et attaquée. 
Le 1er octobre 1965, à la suite d'une tentative de coup d’État, dans la nuit même, par un comité militaire s'auto-proclamant révolutionnaire, un autre militaire et futur dictateur, le général Soeharto, réagit, prend la tête des forces armées restées majoritairement loyalistes, reprend le contrôle des quelques bâtiments occupés par ce « Comité révolutionnaire » et s’installe de facto du pouvoir. Le général Soeharto déclenche également une répression féroce contre les communistes indonésiens, leurs alliés gauchistes et la minorité chinoise, qu'il accuse d'aider en sous-main les communistes et dont il fait à nouveau des boucs émissaires. En cette période de guerre froide, ce général Soeharto bénéficie immédiatement du soutien nord-américain. La répression est menée par des milices d'extrême droite aidée de l'armée. Elle va durer deux ans et faire environ un demi-million de morts,. Le campus de Res Publica, considéré comme un lieu emblématique de la partie la plus aisée et la plus enviée de la communauté chinoise, est attaqué dès début octobre par les anti-communistes. Il est incendié par les assaillants. 
Un nouvel établissement universitaire, Trisakti, est créé sur le site, dès le 29 novembre 1965, avec l'aide du nouveau pouvoir indonésien. C'est un établissement privé, qui se veut prestigieux et qui, du fait des frais de scolarité, est fréquenté par des enfants de familles aisées. Le coût moyen d'une année d'études s'élève à environ huit mois de salaire d'un membre de l'enseignement supérieur public. L'université Trisakti devient l'un des symboles de la réussite économique du nouveau régime.
En 1998, pourtant, les étudiants de cette université s'associent à un mouvement de contestation contre le régime de Soeharto. Trois évolutions sont à l'origine de cette contestation dans le pays : une opposition de plus en plus unifiée, une classe moyenne qui ne bénéficie plus des résultats économiques, et la montée en puissance de discours religieux radicaux. Le 12 mai 1998, des soldats ouvrent le feu sur des élèves de l'université Trisakti. Quatre étudiants, non armés, sont tués et il y a eu plusieurs dizaines de blessés,. Ces fusillades provoquent une dramatisation de la situation, une généralisation de l'agitation étudiante dans le pays, et des émeutes, aboutissant à la Révolution indonésienne de 1998. Le président Soeharto est contraint de démissionner.
Un enseignant de l'université, Amien Raïs, se porte candidat à la présidence du pays. Il dispose du soutien de la deuxième organisation musulmane du pays, Muhammadyiah, et de l'appui de nombreux étudiants pour son passé d'opposant, un des plus en vue. Mais finalement, c'est le vice-président, Bacharuddin Jusuf Habibie, qui prend la tête de l’État.

## Les enseignements
L'Université comporte initialement cinq universités :
- Faculté de génie avec cinq départements (génie mécanique, génie électrique, génie civil, architecture et beaux-arts),
- Faculté de médecine dentaire,
- Faculté de médecine,
- Faculté des sciences économiques (économie et comptabilité),
- Faculté de Droit.

Elle dispose aujourd'hui de plusieurs campus et comprend neuf facultés :
- la Faculté de droit,
- la Faculté des sciences médicales,
- la Faculté de médecine dentaire,
- la Faculté d'économie,
- la Faculté de génie civil et de la planification,
- la Faculté de technologie industrielle,
- la Faculté de technologie minérale,
- la Faculté d'architecture de paysage et de l'environnement,

Dès le début des années 2000, elle compte plus de 30 000 étudiants.

## Personnalités parmi les anciens étudiants
- Amelia, actrice.
- Basuki Tjahaja Purnama : homme politique
- Bunga Citra Lestari, actrice.
- Chrisye, musicien.
- Nova Riyanti Yusuf, psychiatre, femme de lettres, femme politique
- Pinkan Mambo, chanteuse, actrice.
- Yenny Abdurrahman Wahid, femme politique.